# Čitluk (Sjenica)
Čitluk (Servisch cyrillisch Читлук) is een plaats in de Servische gemeente Sjenica. De plaats telt 142 inwoners (2002).